# Алеманния (футбольный клуб, Ахен)
«Алема́нния» (нем. Aachener Turn- und Sportverein Alemannia 1900 e.V.) — немецкий профессиональный футбольный клуб из города Ахен. Большую часть своей истории клуб выступал во втором дивизионе Германии. Во второй половине 1960-х годов клуб провел три сезона в Бундеслиге, и после успешного сезона 2005/06 вернулся на один год в высший дивизион чемпионата Германии. Клуб является частью одноимённого спортивного общества, которое на данный момент насчитывает более 9200 членов, и кроме футбола культивирует бадминтон, лёгкую атлетику, настольный теннис и волейбол.

## История

### Ранние годы
Клуб основан 16 декабря 1900 года группой из 18-ти студентов трёх высших учебных заведений. Первоначально он назывался «1.ФК Аахен», но вскоре получил название «Алемания» в честь древнего латинского названия Германии. В ходе Первой мировой войны численность членов клуба сократилась с 200 до 37, и в 1919 году «Алемания» объединилась с клубом «Аахенер Турферайн 1847», однако в 1924 году клубы снова разделились.
Первый свой матч «Алемания» провела против бельгийского клуба «Долхайн». «Алемания» выиграла первый чемпионат лиги Рейнланд-Вестфалии в 1907 году, с 1909 года клуб участвовал в турнире Западногерманской лиги, с 1921 года — в Рейнгаулиге. В 1928 году был построен собственный стадион, и на следующий год клуб дебютировал в Оберлиге.

### 1930—1953
Наивысшим успехом в начале 1930-х годов был выход в финал четырёх Западногерманской лиги. После прихода к власти нацистов германский футбол был реорганизован, и «Алемания» стала играть в гаулиге Среднего Рейна (Миттельрайн). В 1938 году клуб одержал победу в лиге и заслужил право выхода в национальный финал, однако из-за протеста клуба «Бойель» не был допущен к финальному турниру.
Первым серьёзным успехом «Алемании» стал выход в финал Кубка Германии в 1953 году, где она проиграла клубу «Рот-Вайсс» из Эссена со счётом 1:2.

### 1963—1990
После создания единого чемпионата Западной Германии в 1963 году «Алемания» была распределена во второй дивизион — Региональную лигу «Запад». В 1965 году она снова вышла в финал Кубка Германии, где проиграла дортмундской «Боруссии» со счётом 0:2.
В 1967 году клуб победил в региональной лиге и в сезоне 1967/1968 дебютировал в Бундеслиге. На следующий год был достигнут лучший результат в истории клуба — «Алемания» заняла второе место в Бундеслиге вслед за мюнхенской «Баварией». Однако в последующем сезоне клуб набрал всего 1 очко в выездных матчах, и заняв 18-е место вернулся в региональную лигу Запад. Падение продолжилось в 1990 году, когда «Алемания» вылетела в третий дивизион.

### 1990-е годы
Во второй половине 1990-х годов под руководством тренера Вернера Фукса клуб перестроил свою игру, усилил линию нападения. Вернер Фукс погиб за неделю до конца сезона 1998/1999, оставив клуб на первом месте в таблице третьего дивизиона. Победу в этом турнире клуб посвятил своему тренеру.

### 2000 годы — настоящее время
Первые сезоны во Второй Бундеслиге стали трудными как в игровом плане, так и в финансовом — казначей команды и лучший игрок Марк Рудан сидели за решеткой из-за совместных финансовых махинаций. В 2001 году клуб возглавил Йорг Бергер и помог команде в третий раз выйти в финал Кубка Германии, выбив по ходу турнира клубы «Мюнхен 1860», «Баварию» и мёнхенгладбахскую «Боруссию». В финале она встретилась с чемпионом Германии — бременским «Вердером» — и проиграла ему 2:3. В 2003 году в клубе появилось новое руководство — президент Хорст Хайнрихс и менеджер Йорг Шмадтке, которым удалось улучшить финансовое положение и усилить состав клуба. Бергер из-за рака ушёл со своего поста летом 2004 года, уступив кресло Дитеру Хекингу.
Выход в финал Кубка Германии позволил «Алемании» попасть в Кубок УЕФА 2004/2005, в котором она дошла до 1/16 финала, где проиграла будущему полуфиналисту АЗ. В рамках группового этапа этого турнира 2 декабря 2004 года «Алемания» встретилась с санкт-петербургским «Зенитом» (2:2).
В сезоне 2005/2006 «Алемания» заняла второе место в турнире Второй Бундеслиги и после 36-летнего отсутствия вернулась в высший дивизион германского футбола, который годом позднее покинула вновь. Через пять лет «Алемания» покинула Вторую Бундеслигу и впоследствии объявила о своём банкротстве. По итогам сезона 2012/2013 ахенская команда покинула и Третью Бундеслигу.
По итогам сезона 2023/2024 ФК «Алемания» занимает первое место в турнире Региональная Лига "Запад" и завоевывает право подняться в Третью Бундеслигу.

## Статистика сезонов с 1963 года
| Сезон   | Лига                                    | 0 Уровень 0 | 0 Место (кол-во команд) 0 | 0Голов0 | Очки  | Кубок                                                                                   |
| ------- | --------------------------------------- | ----------- | ------------------------- | ------- | ----- | --------------------------------------------------------------------------------------- |
| 1963/64 | Региональная лига «Запад»               | 2-й         | 1                         | 105:37  | 59-17 |                                                                                         |
| 1964/65 | Региональная лига «Запад»               | 2-й         | 2                         | 69:23   | 49-19 | 2                                                                                       |
| 1965/66 | Региональная лига «Запад»               | 2-й         | 3                         | 97:40   | 51-17 |                                                                                         |
| 1966/67 | Региональная лига «Запад»               | 2-й         | 1                         | 56:24   | 48-20 |                                                                                         |
| 1967/68 | Бундеслига                              | 1-й         | 11 (18)                   | 52:66   | 34-34 |                                                                                         |
| 1968/69 | Бундеслига                              | 1-й         | 2                         | 57:51   | 38-30 |                                                                                         |
| 1969/70 | Бундеслига                              | 1-й         | 18                        | 31:83   | 17-51 |                                                                                         |
| 1970/71 | Региональная лига Запад                 | 2-й         | 6 (18)                    | 59:58   | 34-34 |                                                                                         |
| 1971/72 | Региональная лига Запад                 | 2-й         | 4 (18)                    | 51:38   | 42-26 |                                                                                         |
| 1972/73 | Региональная лига Запад                 | 2-й         | 6 (18)                    | 66:50   | 39-29 |                                                                                         |
| 1973/74 | Региональная лига Запад                 | 2-й         | 7 (18)                    | 57:55   | 37-31 | По квалификации прошла во Вторую Бундеслигу-Север                                       |
| 1974/75 | Вторая Бундеслига-Север                 | 2-й         | 15 (20)0                  | 57:71   | 30-46 |                                                                                         |
| 1975/76 | Вторая Бундеслига-Север                 | 2-й         | 12 (20)0                  | 43:53   | 36-40 |                                                                                         |
| 1976/77 | Вторая Бундеслига-Север                 | 2-й         | 7 (20)                    | 69:56   | 43-33 |                                                                                         |
| 1977/78 | Вторая Бундеслига-Север                 | 2-й         | 14 (20)0                  | 51:62   | 34-42 |                                                                                         |
| 1978/79 | Вторая Бундеслига-Север                 | 2-й         | 7 (20)                    | 54:47   | 40-36 |                                                                                         |
| 1979/80 | Вторая Бундеслига-Север                 | 2-й         | 7 (20)                    | 59:56   | 41-35 |                                                                                         |
| 1980/81 | Вторая Бундеслига-Север                 | 2-й         | 5 (20)                    | 80:51   | 55-29 | Команда квалифицировалась во Вторую Бундеслигу                                          |
| 1981/82 | Вторая Бундеслига                       | 2-й         | 9 (20)                    | 47:39   | 41-35 |                                                                                         |
| 1982/83 | Вторая Бундеслига                       | 2-й         | 9 (20)                    | 49:53   | 40-36 |                                                                                         |
| 1983/84 | Вторая Бундеслига                       | 2-й         | 6 (20)                    | 49:43   | 44-32 |                                                                                         |
| 1984/85 | Вторая Бундеслига                       | 2-й         | 5 (20)                    | 60:46   | 43-33 |                                                                                         |
| 1985/86 | Вторая Бундеслига                       | 2-й         | 8 (20)                    | 56:45   | 43-33 |                                                                                         |
| 1986/87 | Вторая Бундеслига                       | 2-й         | 5 (20)                    | 55:36   | 46-30 |                                                                                         |
| 1987/88 | Вторая Бундеслига                       | 2-й         | 6 (20)                    | 60:45   | 46-30 |                                                                                         |
| 1988/89 | Вторая Бундеслига                       | 2-й         | 7 (20)                    | 58:55   | 41-35 |                                                                                         |
| 1989/90 | Вторая Бундеслига                       | 2-й         | 19 (20)0                  | 52:63   | 30-46 | Спуск по турнирной системе Германии                                                     |
| 1990/91 | Оберлига «Северный Рейн»                | 3-й         | 2 (17)                    | 66:28   | 50-14 | Участие в любительском чемпионате                                                       |
| 1991/92 | Оберлига «Северный Рейн»                | 3-й         | 6 (16)                    | 62:37   | 33-27 |                                                                                         |
| 1992/93 | Оберлига «Северный Рейн»                | 3-й         | 3 (16)                    | 49:26   | 41-19 |                                                                                         |
| 1993/94 | Оберлига «Северный Рейн»                | 3-й         | 2 (16)                    | 48:27   | 38-22 | 0 Квалификация в Региональной лиге Запад/Юго-Запад, участие в любительском чемпионате 0 |
| 1994/95 | 0 Региональная лига «Запад/Юго-Запад» 0 | 3-й         | 6 (18)                    | 66:50   | 40-28 |                                                                                         |
| 1995/96 | Региональная лига «Запад/Юго-Запад»     | 3-й         | 6 (19)                    | 65:53   | 60    |                                                                                         |
| 1996/97 | Региональная лига «Запад/Юго-Запад»     | 3-й         | 11 (18)0                  | 40:48   | 42    |                                                                                         |
| 1997/98 | Региональная лига «Запад/Юго-Запад»     | 3-й         | 7 (18)                    | 62:46   | 49    |                                                                                         |
| 1998/99 | Региональная лига «Запад/Юго-Запад»     | 3-й         | 1 (17)                    | 56:38   | 64    | Подъём по турнирной системе Германии                                                    |
| 1999/00 | Вторая Бундеслига                       | 2-й         | 8 (18)                    | 46:54   | 46    |                                                                                         |
| 2000/01 | Вторая Бундеслига                       | 2-й         | 10 (18)0                  | 42:60   | 46    |                                                                                         |
| 2001/02 | Вторая Бундеслига                       | 2-й         | 14 (18)0                  | 41:67   | 40    |                                                                                         |
| 2002/03 | Вторая Бундеслига                       | 2-й         | 6 (18)                    | 57:48   | 51    |                                                                                         |
| 2003/04 | Вторая Бундеслига                       | 2-й         | 6 (18)                    | 51:51   | 53    | Вице-чемпион в розыгрыше Кубка                                                          |
| 2004/05 | Вторая Бундеслига                       | 2-й         | 6 (18)                    | 60:40   | 54    | Участие в Кубке УЕФА                                                                    |
| 2005/06 | Вторая Бундеслига                       | 2-й         | 2 (18)                    | 61:36   | 65    | Подъём по турнирной системе Германии                                                    |
| 2006/07 | Бундеслига                              | 1-й         | 17 (18)0                  | 46:70   | 34    | Спуск по турнирной системе Германии                                                     |
| 2007/08 | Вторая Бундеслига                       | 2-й         | 7 (18)                    | 49:44   | 51    |                                                                                         |
| 2008/09 | Вторая Бундеслига                       | 2-й         | 4 (18)                    | 58:38   | 56    |                                                                                         |
| 2009/10 | Вторая Бундеслига                       | 2-й         | 13 (18)0                  | 37:41   | 43    |                                                                                         |
| 2010/11 | Вторая Бундеслига                       | 2-й         | 10 (18)0                  | 58:60   | 48    |                                                                                         |
| 2011/12 | Вторая Бундеслига                       | 2-й         | 17 (18)0                  | 30:47   | 31    | Спуск по турнирной системе Германии                                                     |
| 2012/13 | Третья лига                             | 3-й         | 20 (20)0                  | 40:68   | 26    | Спуск по турнирной системе Германии                                                     |
| 2013/14 | Региональная лига «Запад»               | 13-й        | 13 (19)0                  | 42:46   | 49    |                                                                                         |

## Достижения
- Вице-чемпион Германии (1): 1969

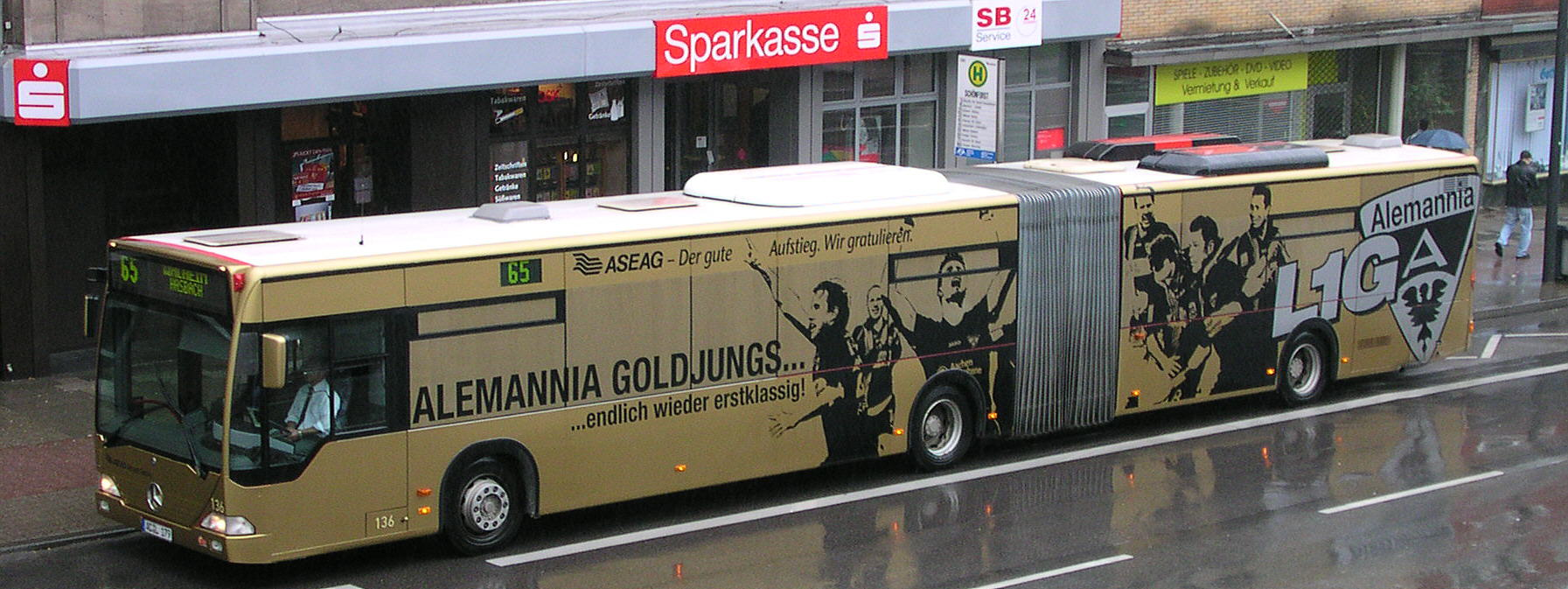
Автобус в городе Ахен. 2006 год. Празднование победы во Второй Бундеслиге.

- Чемпион региональной лиги «Запад» (1): 2023/24
- Финалист Кубка Германии (3): 1953, 1965, 2004